# Zoyaellidae
Zoyaellidae es una familia de foraminíferos bentónicos de la Superfamilia Nubecularioidea, del Suborden Miliolina y del Orden Miliolida. Su rango cronoestratigráfico abarca el Holoceno.

## Discusión
Clasificaciones previas incluían a Zoyaellidae en la Superfamilia Cornuspiroidea.

## Clasificación
Zoyaellidae incluye a las siguientes subfamilia y género:
- Subfamilia Zoyaellinae
  - Zoyaella

Otro género considerado en la Familia Zoyaellidae es:
- Ceratina, aceptado como Zoyaella